# ギズボーン地方

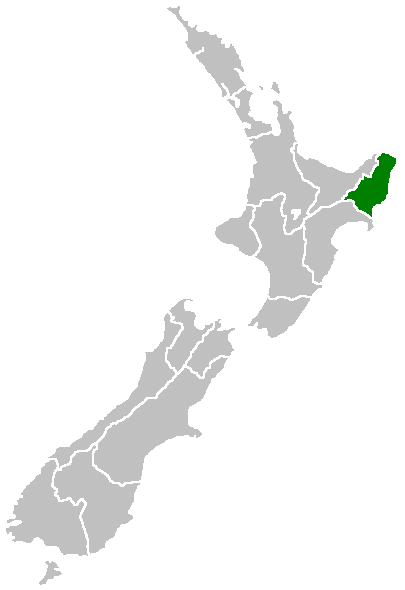
緑色の部分がギズボーンの位置

ギズボーン地方（ギズボーンちほう、英: Gisborne、マオリ語: Turanga-nui-a-Kiwa）は、ニュージーランド北島東海岸に位置する地方区であり都市。周辺地域面積はおよそ8,355平方キロメートル。周辺地域人口は、45,900人（2008年）。

## 地理
北島北東部東岬に位置し太平洋に接する地域。周辺地域人口の75%はギズボーン市に在住している。地域名は、植民地書記官（現在のニュージーランド内務大臣（外交担当職）に相当）を務めたウイリアム・ギズボーン（1825年 - 1898年）から取り命名された。
ギズボーン市はポバティ湾北端に位置する町。人口は33,700人（2008年）。日照時間が長く、豊かな土壌を持ち、3つの大きな川（トゥランガヌイ川、タルヘル川、ワイマタ川）の豊かな水量から酪農、畜産、園芸、農業、ワイン醸造用ブドウの栽培など多くの農産品を栽培・生産している。1769年10月8日に、ジェームズ・クックとエンデバーがニュージーランド初上陸した地として伝えられ、渚（なぎさ）にはクック上陸の記念碑が建てられている。国際日付変更線に最も近い町であることから、ニュージーランドで最も早く目覚める町でもある。

## 交通
- 1942年にパーマストンノースからギズボーン間で、パーマストンノース - ギズボーン鉄道が開通。ウェリントン からネーピア間を走る長距離鉄道「エンデバー・エキスプレス」が1989年に廃止されることに伴い1988年までに客車の利用は廃止された。現在も鉄道網は整備されているが貨車の利用のみ運行されている。
- ギズボーン空港よりオークランド、ウェリントンへの航空路線が就航している。ギズボーン空港の滑走路は鉄道用線路が横切る特殊設計になっているため、航空管制塔は航空機と鉄道の運行管理を担当している。

## 姉妹都市
下記の都市はギズボーン地方とではなく、ギズボーン市と姉妹都市関係にある。
- カリフォルニア州パーム・デザート（アメリカ合衆国）
- 石川県野々市市（日本）
- ビクトリア州ギズボーン （オーストラリア）